# Who's Who in Society
Who's Who in Society er en amerikansk stumfilm fra 1915 af George Fitzmaurice.

## Medvirkende
- Dan Moyles som Patrick O'Brien.
- Kate Sergeantson som Mrs. O'Brien.
- Della Connor som Mary Ellen O'Brien.
- William H. Power.
- Edward Lester som Lord Algy.